# Distrito electoral federal 2 de Zacatecas
El II Distrito Electoral Federal de Zacatecas es uno de los trescientos Distritos Electorales en los que se encuentra dividido el territorio de México para la elección de diputados federales y uno de los cuatro en los que se divide el estado de Zacatecas. Su cabecera es la ciudad de Jerez de García Salinas.
El II Distrito Electoral Federal de Zacatecas es el más grande del estado en número de municipios a su cargo, en total se compone de 28 municipios: Apozol, Apulco, Atolinga, Benito Juárez, Cuauhtémoc, Trinidad García de la Cadena, Genaro Codina, El Plateado de Joaquín Amaro, Huanusco, Jalpa, Jerez, Juchipila, Loreto, Luis Moya, Mezquital del Oro, Momax, Monte Escobedo, Moyahua de Estrada, Nochistlán de Mejía, Ojocaliente, Santa María de la Paz, Susticacán, Tabasco, Tepechitlán, Tepetongo, Teúl de González Ortega, Tlaltenango de Sánchez Román y Villanueva.
- Datos: Q5906975